# 9K115–2 Metyisz–M
A Metyisz–M orosz gyártmányú félautomata vezetékes irányítású páncéltörő rakéta, amit jelenlegi és jövőbeli harckocsitípusok, mint az amerikai M1A2 vagy a német Leopard 2A5, illetve a lassan, alacsony magasságon repülő légi célok (pl. helikopterek) ellen fejlesztettek ki. A rakéta GRAU-kódja a 9K115-2, NATO-kódja AT–13 Saxhorn-2.

## Fejlesztés
A 9K115 Metis-M (NATO kód AT-13 Saxhorn-2) modernizált változata a Metis komplexumnak. Jelentős módosítások történtek a rakéta jellemzőit illetően, a hatótávolság 1500 méterre nőtt, míg a szimpla kumulatív robbanófej tandem elrendezésűre cserélődött, melynek páncéltörő képessége a reaktív páncélon túl 850 mm lett. Létezik termobárikus robbanófejjel ellátott rakéta típus is. A huzalvezérlés továbbra is megmaradt, a kezelőszemélyzet létszáma viszont ismét három főre nőtt, mivel az új típusú rakéták tömege növekedett. A rendszert 1992-ben rendszeresítették az Orosz Fegyveres Erőknél.

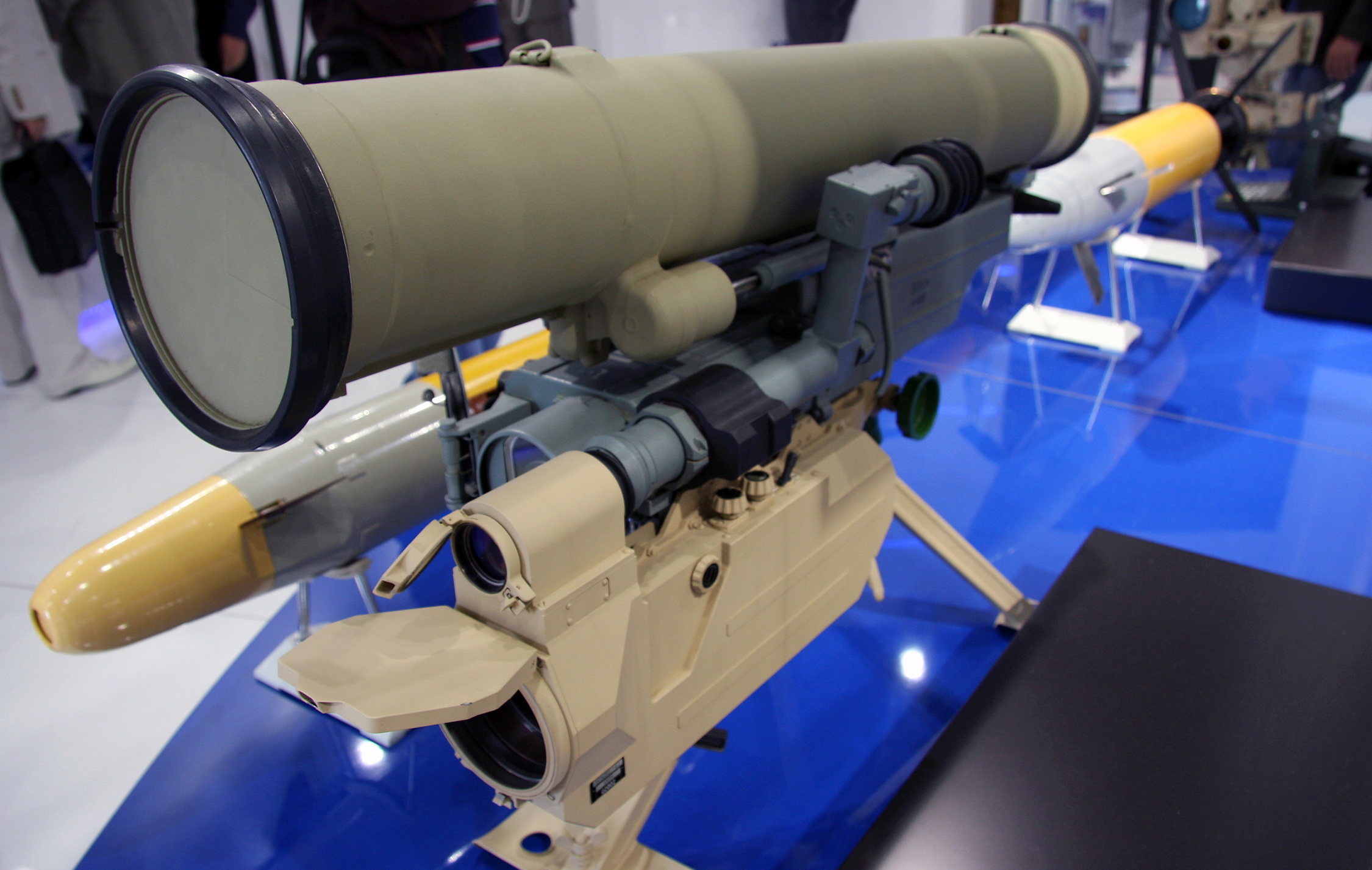
Metisz-M1

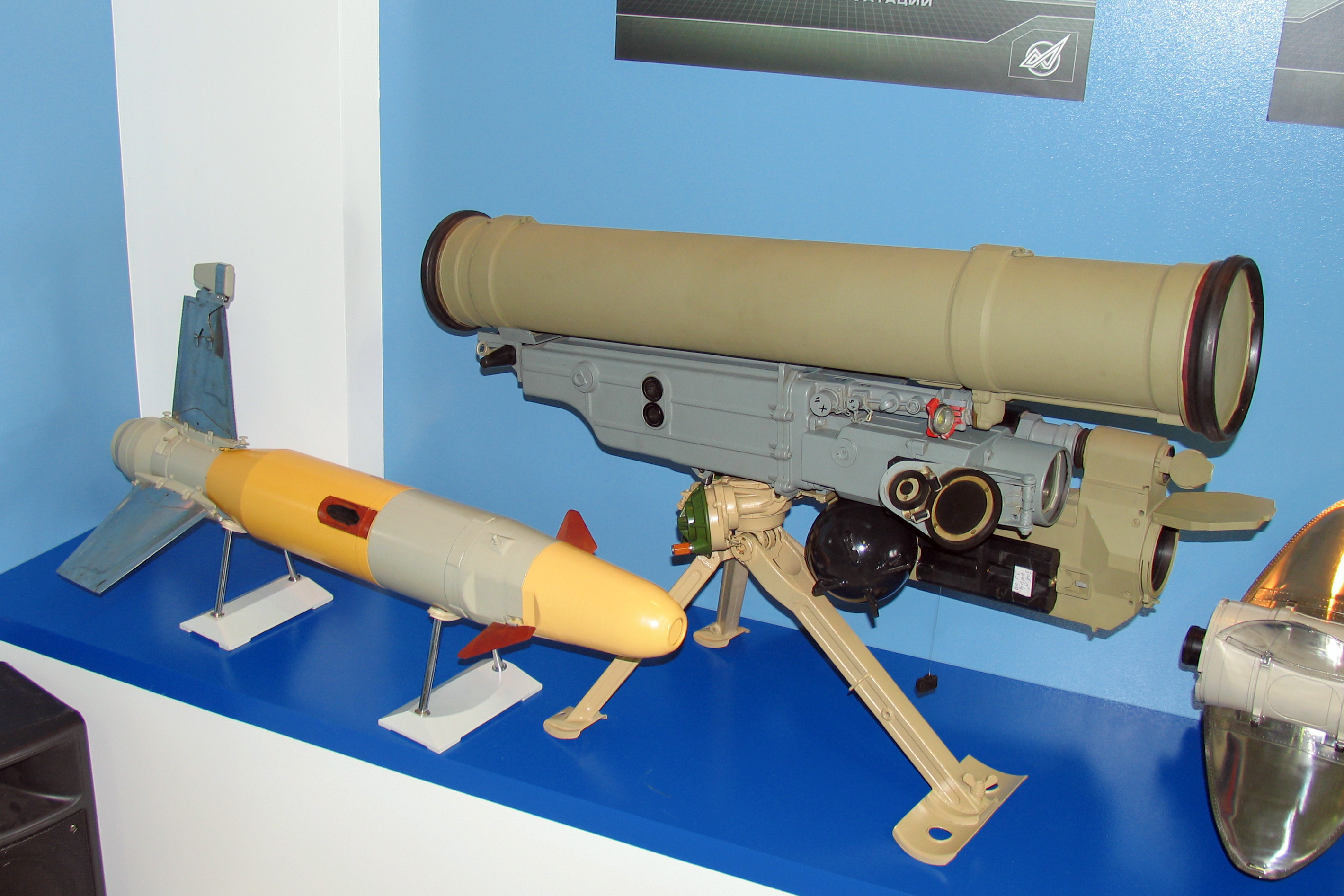
Metisz-M1 9М131М páncéltörő rakétával 2012-ben

Lövészszázad szinten alkalmazzák.

## Harcászati és műszaki jellemzői
- a rendszer harcképessé tétele 15-20 másodperc elvégezhető;
- tűzgyorsasága 3-4 rakéta/perc;
- bármilyen viszonylagos vízszintes, rendezett terepen vagy kialakított tüzelőállásból, vagy harcjárműre szerelve használható;
- bármilyen szállító járművön szállítható, illetve ejtőernyővel is célba juttatható.

A Metisz-M rendszer a következőket foglalja magában:
- harci eszközök;
- javító- és karbantartó létesítmények;
- kiképzési támogatás.

A Metisz-M rendszer a következő harci eszközök foglalja magában:
- 9M131 (9M131F) páncéltörő rakéta hermetikusan lezárt indítókonténerben;
- 9P151 indítóberendezés;
- 1PBN86-VI hőkamerás irányzék.

## Változatok
- Metisz-M
- Metisz-M1

### Metis-M1
2015 novemberében Oroszország bejelentette, hogy rendszerbe állítják a Metisz-M1 páncéltörő rakéta rendszert. Az új rendszer nagyobb lőtávolsággal, megnövelt átütő képességgel rendelkezik, ami 900–950 mm, és könnyebb a tömege. Aktív védelemmel ellátott páncélozott szállító harcjárművek, illetve harckocsik leküzdésére tervezték.

## Harci alkalmazása

### Libanon
Az Izraeli Hadsereg és újságírók állítása szerint a Hezbollah rendelkezik a Metisz-M típusú páncéltörő rakéta rendszerrel, amit sikeresen használtak a Merkava harckocsik ellen.
Oroszország nyilatkozatban cáfolta a vádakat, hogy nem adtak el modern páncéltörő rakéta rendszereket a Hezbollahnak. Izrael ennek ellenkezőjével vádolta meg Moszkvát. Izrael hivatalosan szakértőket küldött Moszkvába, hogy az orosz hivatalnokoknak bemutassák bizonyítékaikat. Az oroszok válasza az volt, hogy csakis Szíriából származhatnak a fegyverek.

### Szíria
2012. március 7-én a szíriai felkelők 9K115-2 Metisz-M páncéltörő rakétával lelőtték a Szíriai Légierő MiG-23MS típusú vadászrepülőgépét.
A Szíriai polgárháború során a felkelők nagy számban használták a kormányerők járművei ellen. A felkelők kifosztott fegyverraktárakból jutottak a páncéltörő rakétákhoz, de nem kizárható a külföldi eladások sem.
Megerősítésre került, hogy Bulgária 6 db 9K115-2 Metisz-M-et adott el a szíriai felkelőknek az USA-n keresztül.

## Üzemeltetők
- Algéria
- Banglades
- Bulgária
- Dél-Korea
- Egyiptom
- Észak-Korea
- Grúzia
- Hezbollah
- Horvátország
- Indonézia
- Irán
- Kamerun
- Líbia
- Magyarország Leváltás alatt a Spike LR2 rakétákra. [7]
- Malajzia
- Marokkó
- Oroszország
- Örményország
- Szíria
- Ukrajna